# Шуршин, Борис Михайлович
Борис Михайлович Шуршин (род. 2 апреля 1958, Ворожба, Сумская область) — советский и украинский футболист, полузащитник. Мастер спорта СССР (1985).
За карьеру, длившуюся 22 года, играл в высшей (1981—1982, 1985—1986, 1992), первой (1981, 1982—1985, 1992/93 — 1997/98), второй (1976—1980, 1987—1989) и второй низшей (1990—1991) лигах первенств СССР и Украины за клубы «Фрунзенец» Сумы (1976, 1980), СКА Киев (1977—1979), «Колос» Никополь (1981, 1982—1985), «Днепр» Днепропетровск (1981—1982, 1985—1986), «Нефтяник» Ахтырка (1987—1994), «Скала» Стрый (1994/95), «Явор» Краснополье (1995/96 — 1997/98).
В высшей лиге за «Днепр» провёл 57 матчей, два гола, за «Нефтяник» (1992) — 16.
Полуфиналист Кубка СССР 1982.
Сыграл шесть матчей в Кубке УЕФА 1985/86.
Всего в первенствах и кубках на профессиональном уровне провёл более восьмисот матчей.
Администратор  ДЮСШ «Нефтяник» Ахтырка.